# Verbandsgemeinde Bad Bergzabern
La comunità amministrativa di Bad Bergzabern (Verbandsgemeinde Bad Bergzabern) si trova nel circondario della Weinstraße Meridionale nella Renania-Palatinato, in Germania.

## Comuni
Fanno parte della comunità amministrativa i seguenti comuni:
| Comune, città                   | Sup. (km²) | Abitanti |
| ------------------------------- | ---------- | -------- |
| Bad Bergzabern, città           | 10,71      | 8 454    |
| Barbelroth                      | 4,05       | 665      |
| Birkenhördt                     | 8,58       | 645      |
| Böllenborn                      | 4,11       | 228      |
| Dierbach                        | 5,48       | 545      |
| Dörrenbach                      | 10,14      | 922      |
| Gleiszellen-Gleishorbach        | 5,32       | 806      |
| Hergersweiler                   | 1,80       | 232      |
| Kapellen-Drusweiler             | 5,77       | 971      |
| Kapsweyer                       | 8,27       | 911      |
| Klingenmünster                  | 10,72      | 2 317    |
| Niederhorbach                   | 4,32       | 464      |
| Niederotterbach                 | 3,58       | 339      |
| Oberhausen                      | 4,50       | 457      |
| Oberotterbach                   | 15,37      | 1 101    |
| Oberschlettenbach               | 4,58       | 136      |
| Pleisweiler-Oberhofen           | 5,05       | 854      |
| Schweigen-Rechtenbach           | 16,04      | 1 345    |
| Schweighofen                    | 11,23      | 583      |
| Steinfeld                       | 14,88      | 1 786    |
| Vorderweidenthal                | 10,12      | 606      |
| Verbandsgemeinde Bad Bergzabern | 164,16     | 24 367   |

(Abitanti al 31 dicembre 2021)